# Lliura mallorquina
La lliura mallorquina (lira di Majorca) era una unità monetaria di conto che non è mai stata coniata. Faceva parte della monetazione catalana. Derivava dal sistema monetario di Barcellona che a sua volta traeva origine nella monetazione carolingia e si basava su una quantità d'argento, in modo tale che una lliura corrispondeva a 327 g di argento. Le frazioni erano 20 sou o 240 diner. Questi rapporti furono costanti nel medio evo e nel'era moderna, ma il valore nei secoli è andato progressivamente diminuendo.
Indipendentemente dalla loro correlazione con la moneta realmente circolante, la lliura e le sue frazioni non hanno mai perso la funzione di unità di conto, che è stato utilizzato, per impostare il valore delle cose dal XIII al XIX secolo.